# 慧可
慧可（487年—593年），又名惠可、僧可，俗名姬光，號神光，虎牢人（河南省滎陽縣），被尊為禪宗二祖。唐德宗謚其為大弘禪師，塔名大和之塔。有「正宗普覺大師」與「大祖禪師」之諡號。

## 生平
慧可生於北魏孝文帝太和十一年，出家前即精通儒學與佛法，三十歲時至洛陽龍門香山依寶靜禪師出家。四十歲時，至嵩山從學達摩門下六年，盡得其心法，但因達摩禪法不為時人所接受，慧可也因此受到許多責難。
達摩弟子人數並不多，其中曇林與慧可友誼深厚。曇林曾遇賊而被砍一臂（後人稱為「無臂林」），幸得慧可救護，後世傳說慧可斷臂求法，可能訛傳自此。曇林長期在譯場擔任「筆受」、重視「經教」，與慧可專心禪觀不同。
達摩涅槃後，曇林在東魏鄴都（河北省臨漳縣）講授《勝鬘經》，慧可也在此傳授「達摩禪法」。當時那裏有位道恆禪師，門徒甚多，指責慧可所傳的達摩禪是「魔語」，並與官府結合迫害慧可，慧可幾乎死去，自此慧可傳法的態度也轉為低調順俗。
574年，北周武帝毀佛，慧可與曇林在鄴都「共護經論」。577年，北齊滅亡，慧可隱于舒州皖公山（安徽省潛山縣）度僧璨出家，傳以心法是為禪宗三祖。579年，北周宣帝復興佛法，慧可重還鄴都，由於沒有固定的寺院與徒眾，常隱居在市井之間，有時為人幫傭，隨宜說法，有人勸他不該做這種工作，他卻認為這是調心、修持忍辱波羅密。
相傳其在鄴都說法，受人嫉妒，遭官府下獄，受拷打，於隋文帝開皇十三年（593年）圓寂。

## 師承
- 菩提達摩

## 弟子
- 僧璨

## 教法
因「達摩禪法」在當時仍不被多數人所接受，慧可的弟子人數不多，記述也不詳細。慧可雖以《楞伽經》教授門下，但注重的是「玄理」而非章節註疏，不著文字，活用教法，有重宗輕教的傾向。修行上秉持達摩的頭陀行，不住聚落，這可能是早期達摩禪流傳不廣的原因之一。直到初唐，達摩禪才逐漸發展成一個大宗派，受世人所接受。